# Детство Никиты
«Де́тство Ники́ты» (также «Повесть о многих превосходных вещах») — автобиографическая повесть А. Н. Толстого, воссоздающая картины деревенского детства десятилетнего сына мелкого помещика из Заволжья. Написана в 1920 году, публиковалась главами в периодических изданиях, в частности, детском журнале «Зелёная палочка» (Париж). Отдельное книжное издание 1922 года последовало в Берлине, где автор находился в эмиграции. При последующих переизданиях Толстой редактировал повесть, причём не только стилистически: менялись заголовки глав, была добавлена глава «Последний вечер». Книга посвящена сыну автора, Никите (родившемуся в 1917 году). Произведение многократно издавалось в советские и постсоветские времена, как и глава «Желтухин», являющаяся самостоятельной новеллой. В 1992 году режиссёр Андрей Зеленов снял по мотивам повести одноимённый художественный фильм.
Повесть по жанру продолжает традицию таких произведений XIX века, как «Детство» Л. Толстого, «Детские годы Багрова-внука» С. Аксакова, «Детство Тёмы» Н. Гарина-Михайловского, но глубоко самобытна и следует литературным тенденциям русского символизма. Критиками единогласно именуется одним из самых совершенных произведений А. Н. Толстого.

## Содержание
Действие охватывает год на исходе XIX века в оскудевающем дворянском поместье Сосновка. Повествование ведётся от третьего лица, изложение следует неспешно, в хронологическом порядке в соответствии со сменой времён года. В окончательной редакции повесть включала 35 глав-эпизодов, которые могут представлять как явь, так и воспоминание, и не обязательно являются продолжениями друг друга. Е. Толстая отмечала, что тексту свойственна структурная и сюжетная неоднородность:

Между главами ощутимо пролегает шов. После парижских глав — кризиса в главе о домике на колёсах и катарсиса в главе о заутрене — повесть теряет темп. Следуют несколько летних глав, прелестных, но не слишком содержательных — о лодке, купанье, лошадке, найденном скворце. И только к концу повести подымается новая волна сюжета: это главы об участии Никиты в «хлебном труде», о засухе, грозящей голодом, о солидарности никитиной семьи с народом перед этой угрозой, и, наконец, о спасительной и животворной буре. Интереснее всего здесь глава «На возу», где усталый Никита, возвращаясь домой на возу с зерном, мечтает о звездоплавании на воздушном корабле, о береге лазурной планеты.

### «Парижские» главы

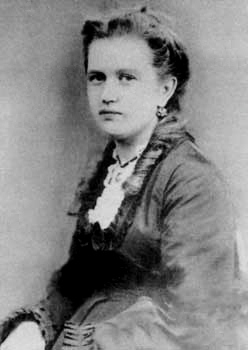
Александра Леонтьевна Толстая — прототип матушки Никиты

Главный герой — в начале повествования ему девять лет, — единственный сын помещиков Никита. В имении живёт его матушка Александра Леонтьевна, а отец — Василий Никитьевич — так и не сумел вернуться к Рождеству из Самары из-за дела о наследстве. Крестьянин Пахом сделал Никите скамейку для катания с горы, и мальчик с утра хотел убежать к крутым речным берегам, но его поймал учитель — рыжеволосый бородатый Аркадий Иванович. Улизнув с урока арифметики, Никита встречается с деревенским приятелем Мишкой Коряшонком, который сообщил о предстоящей битве между «нашими» и «кончанскими» ребятами, в которой Никита обещал участвовать. Ночью Никите приснилось, что кот хочет остановить маятник больших часов, висевших в зале на летней половине дома. Мальчик знал: если маятник остановится, «всё треснет, расколется, зазвенит и, как пыль, исчезнет», но пошевелиться не мог. Тогда Никита совершил отчаянное усилие воли и взлетел. Он увидел, что на футляре часов стоит бронзовая вазочка, и хотел вынуть то, что там лежит, но злая старушка с портрета схватила его худыми руками, а злой старичок с соседней картины ударил длинной курительной трубкой по спине. Сон кончился сообщением Аркадия Ивановича, что начались Рождественские каникулы. В тот же день состоялся бой между деревенскими ребятами, и когда «наши» дрогнули, Никита изо всех сил ударил главаря «кончанских» Стёпку Карнаушкина, у которого, как утверждал Мишка, был заговорённый кулак. Стёпка так зауважал Никиту, что предложил ему «дружиться», и бывшие неприятели обменялись перочинным ножом и свинчаткой.
Скуку зимнего вечера прервал приезд приятельницы матушки — Анны Аполлосовны с сыном Виктором, учеником второго класса гимназии, и хорошенькой девятилетней светловолосой дочерью Лилей. Её внесли в дом спящей, и она показалась Никите похожей на куклу. Через день в усадьбу пришёл обоз, в котором был обещанный рождественский подарок — двухвёсельная лодка. В доме начинается подготовка к празднованию Рождества — дети клеили из цветной бумаги украшения для ёлки. В гостиной поставили огромное, до потолка, дерево и украсили его звёздами, пряниками, яблоками и свечами. На праздник пригласили и деревенских ребятишек, каждому полагались подарки, разложенные под деревом, Александра Леонтьевна играла на рояле, а Аркадий Иванович водил с детьми хороводы. Во время этой суеты Никита ухитрился остаться с Лилей наедине и поцеловать её.
Виктор сдружился с Мишкой Коряшонком. Они построили на канаве за прудом снежную крепость и вызвали «кончанских» на бой. Стены не помогли: «кончанские» пошли на приступ, и вскоре «защитники крепости побежали через камыши по льду пруда». Никита рассказал Лиле свой сон, и они пробрались на нежилую половину дома, где действительно обнаружили на часах в дедушкином кабинете бронзовую вазочку, в которой Никита нашёл «тоненькое колечко с синеньким камешком». Мальчик немедленно надел это колечко на пальчик Лили, объявив, что оно — волшебное. Затем праздники кончились, и после отъезда Лили, обещавшей писать, Никите казалось, «что всему на свете конец».
Грянули сильные морозы, Никиту не выпускали из дома, Аркадий Иванович начал проходить с ним алгебру — предмет в высшей степени сухой. Никита продолжал скучать по Лиле, а чувство досады и отчаяния усилилось оттого, что его отец никак не мог закончить в Самаре дела о наследстве и вынужден был уехать в Москву. Нарастало отчуждение между сыном и матерью. Повеселел Никита, только когда с юга подул сильный сырой ветер. Однажды, забравшись в плугарскую будку — домик на колёсах, — Никита начал молить Бога, чтобы всё было хорошо, а ему снова стало легко. Молитва помогла: матушка взглянула на него не строго, как в последние дни, а нежно и ласково, как раньше.
Ночью прошёл сильный ливень, а на следующее утро начался весенний паводок. Днём Никиту напугало известие, что Василий Никитьевич тонет в заполненном талыми водами овраге у Хомяковки. Однако всё обошлось благополучно, и вечером спасённый рассказывал, как добирался до дома на только что купленном породистом жеребце по имени Лорд Байрон. На Пасху Никиту отпустили к заутрене в Колокольцево одного, велев остановиться у старинного отцовского приятеля — церковного старосты Петра Петровича Девятова, державшего в селе бакалейную лавку. Никита быстро познакомился с шестью сыновьями (имена младших из которых «знать было неинтересно») и дочерью Петра Петровича — Анной. После заутрени и пасхального угощения она ходила за Никитой по пятам, и он понял: Анна чувствовала к нему то же самое, что и он к Лиле, но всё равно отверг дружбу девочки, — ему мерещилось в этом что-то стыдное, наподобие измены.

### «Берлинские» главы

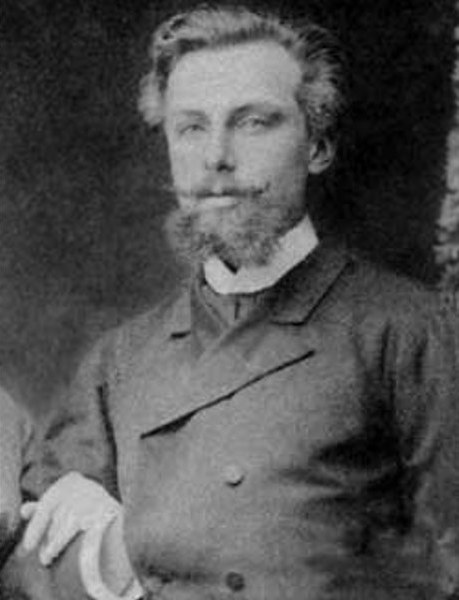
Алексей Аполлонович Бостром, отчим Алексея Толстого, — прототип Василия Никитьевича

Пришла весна. В десятый день рождения Никиты, одиннадцатого мая, на воду пруда была спущена новая лодка. Потом Василий Никитьевич провозгласил Никиту «лягушиным адмиралом» и поднял на флагштоке адмиральский штандарт с изображением стоящей на задних лапах лягушки. Далее ему подарили кроткого тёмно-рыжего «хитрящего меринишку» Клопика и стали учить верховой езде. Вставная глава повествует о скворчонке Желтухине, который выпал из гнезда; Никита его выходил и забрал в дом. Желтухин прожил у Никиты до осени и научился говорить по-русски. Весь день скворец летал по саду, а вечером возвращался в свой домик на подоконнике. Осенью его сманили дикие скворцы из сада, и Желтухин улетел в Африку.
Лето выдалось жарким, и в поместье пришла засуха. Родители Никиты опасались неурожая и голодной зимы. Однажды в особенно тягостный день Желтухин сообщил «нежным голосом»: «Бурря». Вечером началась страшная гроза с проливным дождём, и урожай был спасён. Далее, посещая почтмейстера (запойного пьяницу, который отдавал газеты и журналы только после того, как прочитывал их сам) в Утёвке, Никита получил «лиловенькое письмецо» от Лили. Девочка писала, что помнит Никиту, ещё не потеряла его колечко, и очень его любит. На мальчика накатили воспоминания о Рождестве, и сердце его радостно забилось.
Причиной для трёхдневной ссоры родителей Никиты стало желание Василия Никитьевича поехать на ярмарку в Пестравке, якобы, чтобы продать норовистую кобылу. Александра Леонтьевна сопротивлялась, зная пристрастия мужа к бесплодным и затратным прожектам. Однажды он затеял разводить лягушек, затем накупил американской техники, которая тут же сломалась, и начал строительство павильона на холме, когда Аркадию Ивановичу не платили жалованья уже три месяца. Наконец, Василий Никитьевич пообещал жене «не тратить сумасшедших денег на ярмарке» и продать там два воза яблок. В итоге яблок наторговали на шестьдесят пять копеек и отдали в придачу к кобыле, вдобавок, надо выкупать из «клоповки» арестованного за недоимки бобыля Артёма. В конце дня Василий Никитьевич, пряча глаза, сообщил Никите, что совершенно случайно и «страшно недорого» купил партию верблюдов, а назавтра пойдёт смотреть тройку лошадей.
В августе отец вместе с сыном работали на молотилке. Возвращаясь в ночь на возах с соломой, Никита испытывает чувство единения со Вселенной:

Всё небо усыпано августовскими созвездиями. Бездонное небо переливалось, словно по звёздной пыли шёл ветерок. Разостлался светящимся туманом Млечный Путь. На возу, как в колыбели, Никита плыл под звёздами, покойно глядел на далёкие миры.

«Всё это — моё, — думал он, — когда-нибудь сяду на воздушный корабль и улечу…» И он стал представлять летучий корабль с крыльями, как у мыши, чёрную пустыню неба и приближающийся лазурный берег неведомой планеты, серебристые горы, чудесные озера, очертания замков и летящие над водой фигуры и облака, какие бывают в закате.
Пришла осень. Василий Никитьевич снова уехал в Самару и сообщил, что «дело с наследством… не продвинулось ни на шаг». Он не хотел жить вторую зиму врозь, просил Александру Леонтьевну переехать в город, которого она не любила. Опасаясь покупки никому не нужных китайских ваз для городского дома, матушка в три дня снаряжает обоз с мебелью и припасами. Семью встречают Анна Аполлосовна и разгневанная Лиля, которая требует вернуть письмо. Никита с ужасом вспомнил, что так и не ответил на него. Мальчик начал оправдываться, и Лиля на первый раз простила его. Так закончилось деревенское раздолье и началась самарская жизнь в «семи необжитых и тесноватых комнатах», в углах которых стояли всё-таки купленные китайские вазы. Никита чувствовал себя пленником, как Желтухин. Через неделю он выдержал экзамены и поступил во второй класс гимназии.

## История создания и публикации

### Предыстория

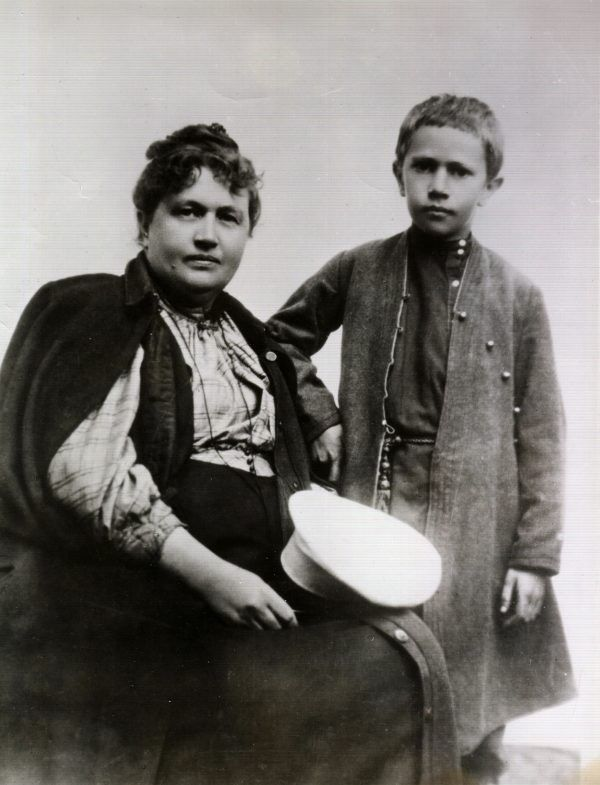
Юный Алексей Толстой с матерью Александрой Леонтьевной Бостром. Фото около 1890 года

Интерес к автобиографической теме и воспоминаниям детства фиксировался у Алексея Толстого, как минимум, с 1902 года. Тогда в одном из писем матери он сообщал о намерении работать над темой детских воспоминаний для журнала «Юный читатель». Итогом стал небольшой фрагмент, не публиковавшийся при жизни писателя и вышедший только в составе полного собрания сочинений 1953 года под условным названием «Я лежу в траве» (по первой разборчивой строке рукописи). В нём присутствуют эпизоды обеда в людской, обучения верховой езде на мерине Клопике, зимнего вьюжного вечера за чтением у лампы, наступления весны и первых полевых работ, которые будут важны для конструкции «Детства Никиты». Предварительным эскизом («подготовительным этюдом», по выражению А. Алпатова) повести считается рассказ «Логутка», написанный Толстым в 1912 году. Его содержание отражает обстановку усадьбы и окружающей её деревни в голодный год.
В. Б. Шкловский, ещё будучи 25-летним критиком, обратил внимание на несомненные параллели между повестью Толстого и произведением его матери «Графиня А. Л. Толстая. „Моё детство. Рассказы бабушки“», которое публиковалось с продолжением в «Задушевном слове» в 1906 году. В «Детство Никиты» действительно вошли многие мотивы — путешествие детей по старому дому с портретами предков в нежилых холодных комнатах, романтикой снов и полётов, страхом лунного света, мотивами лета и реки. Присутствовали несомненные параллели и с циклом материнских рассказов для младшего возраста, особенно «У камина», помещённого в «Самарской газете» в рождественском номере 1899 года. Именно здесь прозвучала история о двух людях на портретах — «суровом старике с острым носом и ястребиными, пронзительными глазами», и «молодой женщины лет 25… в руке она держит розу, но эта роза совсем не идёт к гордой её позе вполуоборот к зрителю, к надменной её улыбке и к большим, весёлым, вызывающим глазам…». Образы домашних животных из «Детства Никиты» — кот Василий, «желторотый скворчик», домашний ёж, даже верблюды, — явно навеяны повестью А. Толстой «Как Юра знакомится с жизнью животных» (1907).
Следующая попытка создания А. Толстым рассказа о маленьком мальчике Никите относится к лету 1918 года, когда семья Алексея Николаевича и Натальи Васильевны Крандиевской с новорождённым Никитой уехали в Одессу. В юмористической газете «Бешеная тётка. Орган независимого юмора» в январе 1919 года Толстой назван автором «Никиты», но больше об этом тексте неизвестно ничего.

### Создание повести. Первопубликация
Летом 1920 года по ряду экономических и политических обстоятельств — Толстой поссорился с парижской эмиграцией, рухнули планы создать собственное издательство, — приостановил работу над романом «Сёстры». Из-за нужды его жена Наталья Васильевна занималась шитьём на заказ, а Алексей Николаевич зарабатывал чтецом, в том числе на детских утренниках. Осенью, благодаря сотрудничеству с Дон-Аминадо, началось издание парижского детского журнала «Зелёная палочка», задавшего высокий литературный уровень: в первом номере вышли произведения Бунина, Куприна, Саши Чёрного, иллюстрации Судейкина, обложку выполнил Ре-Ми. Повесть «Детство Никиты» была начата именно по заказу Дон-Аминадо. В автобиографии А. Н. Толстой так говорил об этом:

Нужно сознаться, — будь я матерьяльно обеспеченным человеком (а я таким никогда не был), — я написал бы, наверно, значительно меньше и продукция моя была бы, наверно, хуже. Начало почти всегда происходит под матерьяльным давлением (авансы, контракты, обещания и пр.) «Детство Никиты» написано оттого, что я обещал маленькому издателю для журнальчика детский рассказик. Начал — и будто открылось окно в далёкое прошлое со всем очарованием, нежной грустью и острыми восприятиями природы, какие бывают в детстве…— Полное собрание сочинений. М., 1953. Т. 13. С. 563
Повесть выходила в номерах «Зелёной палочки» со второго по шестой, пока журнал не закрылся из-за недостатка финансирования. Глава «Ярмарка в Пестравке» вышла в газете «Последние новости» 1 мая 1921 года. После переезда Толстого в Берлин в 1922 году в журнале «Сполохи» у А. Дроздова возобновилась публикация эпизодов из середины повести, начиная с главы «Разлука» и кончая главой «Как я тонул». Наконец, в издательстве «Геликон» увидел свет полный текст под заглавием «Повесть о многих превосходных вещах (Детство Никиты)». В это издание вошли ранее не публиковавшиеся главы, начиная от «Страстной недели». В политической ситуации 1922 года глава «Стрелка барометра» — о том, как домашний скворец Желтухин сообщает о надвигающейся долгожданной буре, — увидела свет в первом номере новой газеты «Накануне». Повесть была воспринята как манифест сменовеховства, призыв к возвращению в Россию.

### Текстовые варианты
Как обычно в творчестве А. Толстого, первопечатный текст сильно отличался от последующих редакций. Менялась планировка глав, текст правился в стилистическом и содержательном отношении. Так, содержание главы «То, что было привезено на отдельной подводе» первоначально распределялось по «Ёлочной коробочке» (начало) и отдельной главке «Лодка». То же произошло с главой «Неудача Виктора»: изначально её текст начинался в главе «Что было в вазочке на стенных часах», а конец со стилистической правкой вошёл в собственно окончание «Неудачи…». Более того: «Что было в вазочке на стенных часах» изначально было подзаголовком главы «Ёлка». Её журнальный текст был более пространным, а атмосфера таинственности — особенно непонятных совпадений сна Никиты с явью и сходства внешности Лили и дамы на портрете — выступала намного контрастнее. В первоиздании не существовало главы «Последний вечер»: лишь в финале главы «Что было в вазочке…» Никиту будил Аркадий Иванович. По выражению А. Алпатова, добавление новой главы создавало более мягкий и плавный переход от праздничных развлечений к зимне-весенним будням в Сосновке. Существенной стилистической правке подверглась и глава «Отъезд». В первоиздании после сообщения о поступлении Никиты во второй класс гимназии была заключительная фраза ко всей повести, затем элиминированная: «Этим событием кончается его детство».
Е. Толстая особо проанализировала семантику смены заглавия повести. По её словам, название берлинского издания «Повесть о многих превосходных вещах» является «неловким», давая ощущение переводного, и отсылает к европейской моде на иллюстрированные познавательные книжки об «interessante Dingen», которая в Советской России появилась позднее. В смене названия была заложена определённая культурная полемика: «мол, не „ваши“ западные технические чудеса, а „наши“ родные снег, речка, ёлка — вот по-настоящему превосходные вещи». Вероятным побудительным толчком стал эпизод, когда после чтения повести сын писателя — Никита — спросил, что такое сугроб. После возвращения в СССР бывший подзаголовок превратился в название, традиционное для русской повести о детстве.
Алексеем Толстым предполагалось и продолжение «Детства Никиты», которое вышло отдельной книгой в издательстве «Север» в 1921 году, в серии «Библиотека журнала „Зелёная палочка“». Это была повесть «Необыкновенное приключение Никиты Рощина», которая не публиковалась в периодических изданиях и до 1935 года четырежды печаталась в собраниях сочинений писателя. Сам Алексей Николаевич именовал текст «самым маленьким» из своих романов. В повести были те же главные герои — десятилетний мальчик Никита и его отец, только имя его теперь было Алексей Алексеевич Рощин. Начало действия разворачивалось всё в той же Сосновке, но уже в иную — революционную эпоху. Далее отца с сыном заносит в Москву и на Кавказ, охваченный гражданской войной, и они вынуждены эмигрировать в Африку. Повесть сохранила некоторые стилевые черты прототипа, в частности, обрисовку событий через восприятие ребёнка.

## Литературные особенности

### Автобиографические элементы
Алексей Толстой сохранил в повести имена родительского имения Сосновка, своих родителей, учителя, приятелей. Писатель вспоминал:

Я рос один, в созерцании, в растворении, среди великих явлений земли и неба. Июльские молнии над тёмным садом; осенние туманы, как молоко; сухая веточка, скользящая под ветром на первом ледку пруда; зимние вьюги, засыпающие сугробами избы до самых труб; весенний шум вод; крик грачей, прилетавших на прошлогодние гнезда; люди в круговороте времён года; рождение и смерть, как восход и закат солнца, как судьба зерна; животные, птицы; козявки с красными рожицами, живущие в щелях земли; запах спелого яблока, запах костра в сумеречной лощине; мой друг Мишка Коряшонок и его рассказы; зимние вечера под лампой, книги, мечтательность…
Как установила Е. Толстая, в «Детстве Никиты» отразились впечатления всех пяти лет, которые Алексей-отрок провёл в Сосновке, но они были «спрессованы» в события одного года через восприятие ребёнка 9—10 лет. Реальный Толстой строил снежную крепость в десять лет, учитель Аркадий Иванович Словохотов занимался с ним в 11—12 лет, а на уборке хлеба Алексей работал тринадцатилетним. Выбор эпизодов и впечатлений был серьёзен: побоище с «кончанскими» вошло в повесть, однако ни слова не было сказано о более высоком уровне общения с деревенскими детьми, когда для них в барском доме была устроена библиотека, и Алёша лично записывал читателей и выдавал им книги (по выражению Е. Толстой, «народолюбие a la Ясная Поляна»). Не упоминались и конфликты с родителями, недовольными его ленью и духом противоречия, что следует из их переписки. При этом для Алексея Толстого-отрока было характерно чувство своей сословной избранности, принадлежности к «престижному» социальному слою.

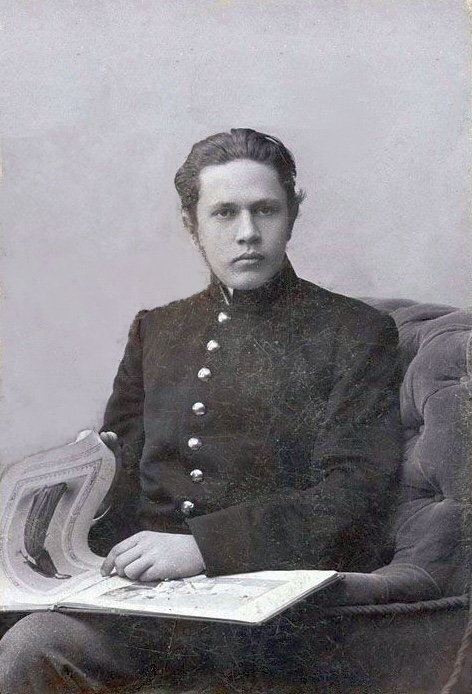
Алексей Толстой в 1900 году

М. А. Перепёлкин попытался реконструировать содержание библиотеки прототипов героев повести «Детство Никиты» — родителей писателя А. Л. Толстой и А. А. Бострома, которые были ярко выраженными «книжными» людьми. Первая попытка такого рода была предложена М. П. Лимаровой, причём её предположение о наличии некоего списка содержимого семейной библиотеки, видимо, не подтверждается. Судя по корпусу переписки между родителями и сыном, а также рабочим тетрадям А. Л. Толстой, в сосновской усадебной библиотеке имелись представительные собрания русской классики, в первую очередь Льва Толстого и Гоголя, а также А. С. Пушкина, М. Ю. Лермонтова, А. Н. Островского, А. В. Сухово-Кобылина. Сочинения Ф. М. Достоевского и А. П. Чехова добавились уже позже, после переезда в Самару. Для семьи Бостромов было характерно глубокое, внимательное чтение с непременным обсуждением и занесением конспектов прочитанного в рабочие тетради. Однако супруги следили и за новинками, при случае посещали книжные магазины и выписывали издания со складов и из издательств. Судя по переписке с сыном, Александра Леонтьевна читала «Уранию» Фламмариона во французском оригинале, как минимум, за полгода до выхода в свет русского перевода. Круг интересов семьи был широк — от новейших романов Мережковского и Эберса, детских рассказов Киплинга, до необходимых в хозяйстве книг о сельской технике, варке мыла и очистке овечьей шерсти. А. Л. Толстая даже делала выписки из научно-популярной книги Алисы В. Стокгэм «Токология. Наука о деторождении» (с предисловием Льва Толстого). Однокашник Алексея Толстого Е. Ю. Ган утверждал, что в доме Бострома имелось и собрание «редких книг екатерининского времени», о котором больше ничего не известно.
Имена персонажей (и не только людей) таятся в биографии А. Толстого: девочка Лиля — это сестра Толстого Елизавета Николаевна Рахманинова, с которой он общался с 1900-х годов и даже посвятил ей цикл стихотворений. Во время гражданской войны она считалась умершей, но затем оказалось, что она выжила и эмигрировала в Белград. Таким образом, для Толстого в 1920 году это символ потери и обретения. Желтухин — не только скворец, но и чудаковатый персонаж комедии Алексея Николаевича «Касатка» (1915) Абрам Алексеевич, которого он сам же и сыграл в постановке Рижского театра в 1923 году. Клопик — мерин Никиты, — возможно произведён от породы клеппер; настоящего коня юного Алексея звали Копчик. Кот Василий Васильевич происходил из русского перевода «Кота в сапогах» Людвига Тика, опубликованного в 1914 году.

### Протагонист и его окружение
Одной из главных задач писателя, по словам А. Алпатова, была передача светлого, радостного переживания ребёнком окружающего его мира. При этом читатель постепенно вводится в круг ещё не омрачённых впечатлений и чувств девятилетнего мальчика, который не отделён от окружающего его мира, и не смотрит на деревенских приятелей свысока. Писатель не использовал дидактических приёмов, напротив, достигая большой степени убедительности и правдоподобия в передаче поступков и настроений своего героя. Так, при описании томительного урока арифметики, скучная задача о счёте кусков сукна в детском сознании конкретизируется, превращается в образ тощего, пыльного купца, сидящего с аршином в лавке. Эта конкретность и предметная вещественность выдерживалась во всех сценах из повседневности: приготовление плотником скамейки для катания со снежных склонов, заваривание крахмала для склеивания ёлочных украшений, осёдлывание мерина Клопика. Из чередования подобного рода сцен предстаёт Никита — активный и здоровый ребёнок, лишённый склонности к рефлексии и самоанализу, нисколько не старше своих лет. Присущие ему черты созерцательности усиливаются чтением романов Купера и Майн-Рида. Характерным примером является персонификация Никитой воющего в трубах зимнего ветра, на что Аркадий Иванович попытался внушить ему, что это «имя существительное неодушевлённое». Впрочем, Е. Толстая отмечала, что первые, «парижские» главы полны «дворянским детством в полном комплекте». Никита — мечтатель и рыцарь, образ которого автором выстраивался апологетически — он видит сны, неотличимые от реальности, фантазирует, погружён в литературный мир путешествий, приключений и прочего. Основным фоном его детства являются книжные шкафы в кабинетах отца и деда, старинные портреты и готическая обстановка — «демонические вороны и коты; ветер, воющий на чердаке».
М. П. Громов утверждал, что в усадебном детстве Никиты сословного значительно меньше, чем национального, даже по сравнению с Николенькой «Детства» Льва Толстого. Обстановка дома нисколько не мешает Никите быть в круговороте реальной жизни: сухие отвлечённости уроков тяготят его; будучи рыцарем, он предводительствует над деревенскими мальчишками, которые испытывают к «барчуку» искреннее уважение. Никита окружён обитателями дома, людской и деревни, — а также и домашними питомцами. Здесь представлены ручной ёж Ахилка, скворец Желтухин и кот Василий Васильевич. Эти существа подают Никите примеры верности, дружелюбия и неукротимого стремления к свободе. Личность Никиты предстаёт «рельефнее» на фоне деревенского драчуна Стёпки Карнаушкина (которому «кулак заговорили» на ярмарке), простоватых детей Петра Петровича — Володи, Коли, Лёньки-нытика, вихрастого Алёшки; предельно достоверно выписаны детские диалоги на Пасху, полные ожидания чудес и наивной похвальбы, без всяких следов благочестия. С особой симпатией выписан главный приятель Никиты — Мишка Коряшонок, пастух, в котором сочетаются энергия, предприимчивость и детская непосредственность. Собственно, именно Мишка организует битву «наших» с «кончанскими», учит Никиту поджигать на пруду «кошки» — замёрзшие во льду пузыри болотного газа, — дразнить барана и «лихачить» во время верховой езды. То есть Никита в известном смысле — такой же деревенский мальчишка, и «барское», скорее, воспринимается как помеха, чем преимущество. Это подчёркивается контрастом между Никитой и Виктором Бабкиным — приехавшим на Рождество сыном подруги матушки. На праздник Никита наряжается в народный костюм, пусть и шёлковый, — синюю рубаху с вышитыми по вороту, рукавам и подолу ёлочками, и пояс с кистями, тогда как Виктор затянут в гимназический мундир. Однако в последовавшем через несколько дней бою за снежную крепость мундир не даёт никаких преимуществ перед Стёпкой Карнаушкиным. Особое место занимает детская любовь Никиты, сестра Виктора — Лиля, с её изумлённым взором из-под голубого банта. Очень своеобразна сцена, когда Никита с Виктором сталкиваются с разъярённым быком Баяном, а Лиля наблюдает из-за окна. Если Никита сорвал с себя шапку и пошёл на животное, то Виктор закрыл голову руками и в страхе упал ничком. При этом Никита даже не заметил Лилю, и лишь потом увидел её улыбку. «Это не награда за подвиг, а только судьба, нечаянное Никитино счастье». Из взрослых людей, которые наиболее воздействуют на характер Никиты, выделяются любящие и заботливые отец и мать, и учитель Аркадий Иванович, постоянно перечитывающий письма от невесты, оставшейся в Самаре.
Несмотря на то, что «Детство Никиты» находится в большом ряду произведений русской литературы об усадебной жизни, повесть А. Толстого отличалась существенным своеобразием. Например, Лев Толстой и Сергей Аксаков усложняли психику своего лирического героя, явно шли от сознания взрослого повествователя,
вспоминавшего былое. Алексей Толстой, напротив, сохранил первичность живых реакций своего героя; повесть вообще лишена морализирования, сохранён эффект «широко раскрытых глаз» главного героя. Этому способствуют применяемые литературные средства — действие разворачивается на фоне естественного природного ритма, но при этом картины природы одухотворены, персонифицированы. Язык повести при всей живости, не перегружен метафорами, а фразовые конструкции просты. Язык создаёт «прозрачность» изображаемого, как в пейзажных зачинах глав «Ёлка» или «Сугробы».

### Повесть в контексте творчества А. Толстого

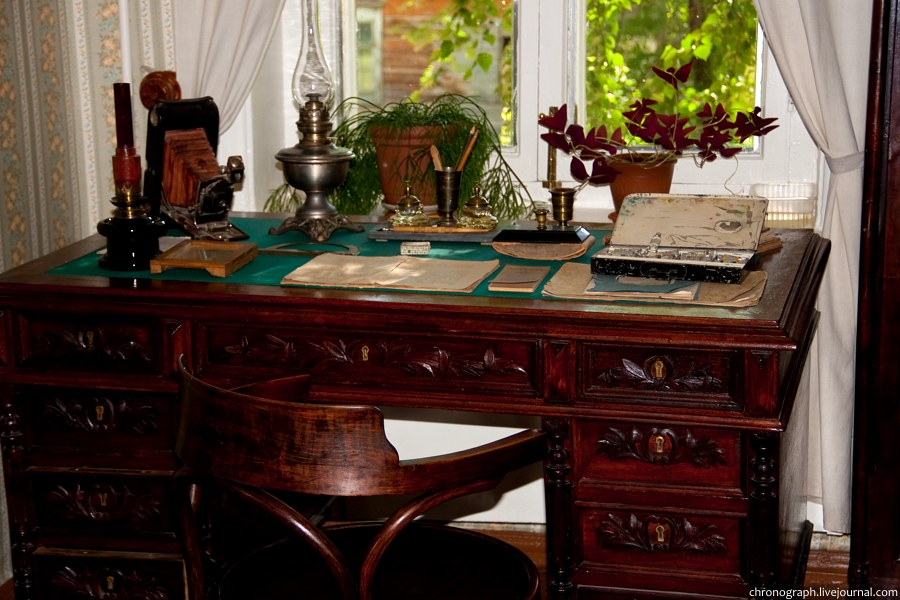
Письменный стол в доме-музее А. Н. Толстого в Самаре

«Детство Никиты» тесно связано как с творчеством А. Толстого 1920-х годов, так и с более широким интертекстуальным полем русской литературы. По утверждению Е. Толстой, отдельные эпизоды явно отсылают к будущей «Аэлите»: «звёздная тема» заявлена в главе «На возу», причём Возом в русской традиции называли Большую Медведицу. Имя «Вевит», которое Никита вырезает на своей скамейке для катания, — своего рода детская заумь, — использовано в повести «Как ни в чём не бывало». День рождения Никиты (с описанием переодевания в новую рубашку, то есть обновления) почти дословно был перенесён в третью часть «Хождения по мукам» как детское воспоминание Вадима Рощина. По-видимому, предвосхищаются и мотивы «Золотого ключика»: девочка-кукла Лиля с голубым бантом на платье и вторым — в волосах. Когда её вносят, спящую в дом, впечатления Никиты напоминают о появлении «девочки с голубыми волосами» (она же фея, или волшебница) в сказке Коллоди о Пиноккио. Вероятно, Толстой мог перечитывать «Пиноккио» параллельно с повестью своей матери, поскольку главы из обеих книг печатались в обеих сериях «Задушевного слова» в буквальном смысле вперемежку.
Существует и прямая перекличка сцен оживления портретов из рассказа «Графа Калиостро», написанного в 1921 году, и главы «Сон» в повести «Детство Никиты». Совпадение проявляется в деталях, например, в использовании мотива мух. В страшном сне Никиты рядом с таинственными портретами старичка и старухи торчит из стены «старинный и очень странный гвоздь с обрывочком верёвочки, обсаженный мёртвыми мухами». Томящемуся герою «Калиостро» кажется зловещим портрет красавицы Прасковьи Тулуповой, на лице которого сидели три мухи.
Из сказки «Порточки», опубликованной А. Толстым в 1910-е годы, в «Детство Никиты» перекочевали братья Лёшка, Фомка и Нил, у которых одни портки на троих (образ был распределён по главам «Битва» и «Дети Петра Петровича»). Затем эта тройка в «Петре Первом» превратилась в братиков Саньки Бровкиной: Яшку, Гаврилку и Артамошку, выбегающих зимой по нужде в одних рубашках до пупка и босые. Эту же параллель выделял Ираклий Андроников.

### «Детство Никиты» и русская литература
Вера Смирнова отмечала, что в ряду произведений русских классиков об усадебном детстве повесть Алексея Толстого занимала финальную позицию. Это конец мира дворянских усадеб, содержащего столь много перекличек с Обломовкой. Несмотря на то, что хутор за Волгой в ковыльной степи напоминал о Багрове-внуке, в «Детстве Никиты» гораздо больше отсылок к «Детству» и «Отрочеству» Льва Толстого. Так, Аркадий Иванович приводит в пример Никите характер Пипина Короткого, тогда как Николеньке — Людовика Святого. Описание учебных дел Никиты вводится упоминанием неготового немецкого перевода, тогда как в «Детстве» Николенька мучается с книжкой немецких диалогов. Первая любовь Николеньки к Катеньке и первые прикосновения и поцелуи под яблоней архетипичны для всех последующих обращений к данной теме. Коробочка с золотыми деталями появляется именно в «Детстве» Льва Толстого, — и её аналогом является кукольная коробочка, которую клеит на Рождество Лиля. По мнению Е. Толстой, очень примечателен эпизод с разглядыванием картинок из «Нивы». В нём упоминается некий художник Ганс Вурст, причём А. Крюкова в комментарии к собранию сочинений 1982 года не смогла отождествить игры слов, но подобрала похожие сюжеты из того же журнала. Данная «невинная ксенофобия», скорее всего, отсылает к политэконому Кознышеву «Анны Карениной», полемизирующему с немецкими авторитетами Вурстом и Краутом (то есть колбасой и кислой капустой). Прототипом сцены половодья, несомненно, является половодье в романе «Воскресение», который был литературной новинкой как раз ко времени первичного вызревания замысла Алексея Толстого.
В сцене скучного зимнего вечера явно подключается пушкинская традиция: «Петруша Гринёв приделывает мочальный хвост к мысу Доброй Надежды, а Никита, рисуя карту, направляет Амазонку вниз, на юг, к Огненной Земле». В обоих случаях это приводит к санкциям: Петруша расстаётся с гувернёром и отправляется в Белогорскую крепость, а Аркадий Иванович говорит матушке, что Никите, если так пойдёт и далее, светит карьера телеграфиста на станции Безенчук. Александра Леонтьевна явно пародирует «Рыцаря бедного», когда обращается к скворцу Желтухину: «Здравствуй, здравствуй, птицын серый, энергичный и живой», причём аналогия «рыцарь — птицын» подтверждается и отвагой совсем ещё маленького птенца. Среди обстановки отцовского кабинета упоминается и «голова Пушкина между шкапами» (глава «Ёлка»), то есть посмертная маска Пушкина, которая до конца жизни А. Толстого висела над рабочей конторкой в его кабинете. Язык и образный строй повести также стремятся воспроизвести простоту и ясность пушкинского слога.
Учитель Аркадий Иванович — бывший семинарист, — вероятно, представлял в повести более демократическую литературную традицию. Он постоянно переписывается с невестой Вассой Ниловной, которая «прикована к постели больной матери» (Никита так и представляет её с цепью на ноге). Вероятно, это отсылки к «Вассе Железновой» и «Матери» Максима Горького, из последнего и взято отчество Ниловна.
Признавая справедливость приведённых выше наблюдений, Владислав Скобелев обращал внимание на характериологическую уникальность «Детства Никиты». Автобиографические повести о дворянском детстве, особенно у Льва Толстого, восходят к исповедальной прозе. Важнейшим в их содержании является раскрытие «отчуждающейся от мира или уже отчужденной личности, вне зависимости от того, тянется маленький герой к этому миру или нет». То есть главной задачей писателя, в том числе в случае С. Аксакова, Н. Гарина-Михайловского, становилась фиксация индивидуального «Я» как феномена. Основной упор делался на прослеживание складывания личности, сознающая себя и своё обособленное существование в мире. Это неизбежно вело к психологическому «герметизму». У Никиты повести Алексея Толстого нет мучительной раздвоенности «Я» и окружающего мира, и конфликты бытия касаются его лишь в той степени, в которой присущи окружающей действительности. Процесс обратный: окружающая жизнь открывает душу мальчика, выражает себя в ней.
Интерес к тому, как индивидуальное «Я» обретает себя в единении с окружающим миром, как раз и выделяет «Детство Никиты».

### Жанровая природа «Детства Никиты»
Данный вопрос был впервые поднят М. П. Громовым в широком литературном контексте. Согласно его мнению, в творчестве Льва Толстого, Достоевского или Чехова, детская тема возникала именно в тот момент, когда становилась острой общественная обстановка, и писатель через своего героя — ребёнка или подростка — стремился засвидетельствовать то, «что в жизни да, а что нет». Иными словами, судьба юного героя являлась «чувствительным индикатором зла, к которому притерпелись взрослые, и добра, к которому они потеряли вкус». При этом повесть А. Толстого резко отличается от классической семейной хроники отсутствием в ней прошлого, то есть «элегии семейной старины», которая подразумевалась для писателя-эмигранта, утратившего родину и пытавшегося вновь обрести её в воспоминаниях детства. История прадедушки, который потерял имение и самое себя из-за несчастной любви к роковой красавице на портрете, подана с явной иронией, без сентиментальности. Прошлое для Никиты — это некая сказка, а вовсе не традиция, в которой следует укорениться и в дальнейшем продолжить существовать. У него нет врождённого сознания сословных привилегий, и в его мистическом сне о колечке, которое скрыто в вазочке на дедушкиных часах, история превращается именно в сказку, отсюда и естественная реакция Никиты после находки кольца: «это — волшебное». Освобождение героев от семейных преданий и живой наследственной связи с прошлым было, по-видимому, сознательной авторской волей Алексея Толстого, что проявилось и в правке текста в первой журнальной и последующих книжных публикациях.

### Лейтмотивы. Предметный мир повести

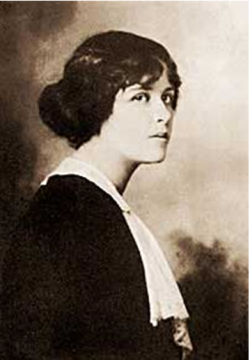
Наталья Крандиевская

Несмотря на сугубый реализм изображаемого предметного мира, в «Детстве Никиты» много символических мотивов. В частности, это мотив голубого цвета: голубые квадраты лунного света лежат на полу в сцене сна, голубоватым светом освещена снежная пещера, в которой спрятался Никита, голубой вечереющий свет проникает в кабинет, где сидят влюблённые дети. Символика голубого цвета, укоренённая ещё в романтической традиции, была представлена у Хлебникова и в поэтике группы «Голубая роза» и даже у Горького и поэтов «Кузницы». К романтическим же мотивам принадлежит и волшебный лес из стихотворения Никиты, посвящённого Лиле, причём тема «зачарованного царства» поддерживается как вещественно — морозными узорами листьев на окнах, так и мечтаемой прерией из романа Фенимора Купера. Стихотворение Никиты о волшебном лесе, помещённое в тексте повести, было написано в детстве Натальей Крандиевской.
Верным является и заглавие «Повести о многих превосходных вещах». В «парижских главах» о Лиле сложный сюжет сна Никиты и блужданий детей по старому дому завязан на мотиве часов с маятником. Е. Толстая комментировала этот мотив так:

Мотив часов несомненно осложнён символическими обертонами. Конечно, здесь часы — это родовое время, время старого дома — России, а угроза, воспринятая мальчиком во сне, — это предчувствие конца «старого времени», охраняемого предками в золотых рамах. Тема часового механизма в новой русской литературе после «Петербурга» Белого не может не соотноситься с узловой мифологемой этого романа — часового механизма как оператора конца времён.
Обнаруженное в вазочке на старинных часах колечко «вырвано детьми из лап прошлого против воли предков». Мотив колечка сугубо символистский: любовь бросает вызов часам, то есть времени. Как отмечено М. А. Перепёлкиным, предельная фантасмагоричность «зачарованного царства» предстаёт даже из описаний дома, в котором живёт Никита. С одной стороны, усадебный дом описан предельно точно, позволяя по деталям реконструировать каждый уголок зимней половины, вплоть до планировки и обстановки в каждой из комнат. Напротив, летняя половина (она же «старый дом»), в которой находятся часы с маятником и стоящей на них бронзовой вазочкой, и таинственные портреты, в трёх разных эпизодах предстаёт совершенно по-разному. Здесь другие законы пространства и времени, планировка комнат и расположение мебели меняется само собой. Это контрастирует с зимней половиной, где вещи находятся на своих местах и перемещаются исключительно с помощью взаимодействующих с ними героев.
В «парижских главах» явно выражен мотив коробочек, ящиков и музыкальных шкатулок. В повести вообще много разнообразных вместилищ, например, чемодан «интересных вещей», привезённый Анной Аполлосовной. Отец же прислал подарок в буквальном смысле подводой. В ответ на подаренное колечко из дедушкиного кабинета строгая Лиля отдаёт Никите коробочку для кукольных перчаток, это Тайна в чистом виде, она скрывает нечто такое, чего «вы, мальчик, не поймёте». Коробочка склеена из синей бумаги с золотой звездой на крышке — символом соловьёвской Софийности, вечной женственности, совмещённого с эмблемой Рождества. В текстах 1920-х годов писатели, пережившие революцию, имели в виду уже не только Рождество, но и рождение нового эона. «Тогда часы и коробочка вместе означают конец и начало, апокалипсис, конец времени и надежду на спасение и защиту в новом и неведомом мире». Это не случайно, ибо «Детство Никиты» создавалось параллельно «Хождению по мукам», где мотив спасительности любви перед лицом хаоса выражен особенно отчётливо.

### Символизм «Детства Никиты»

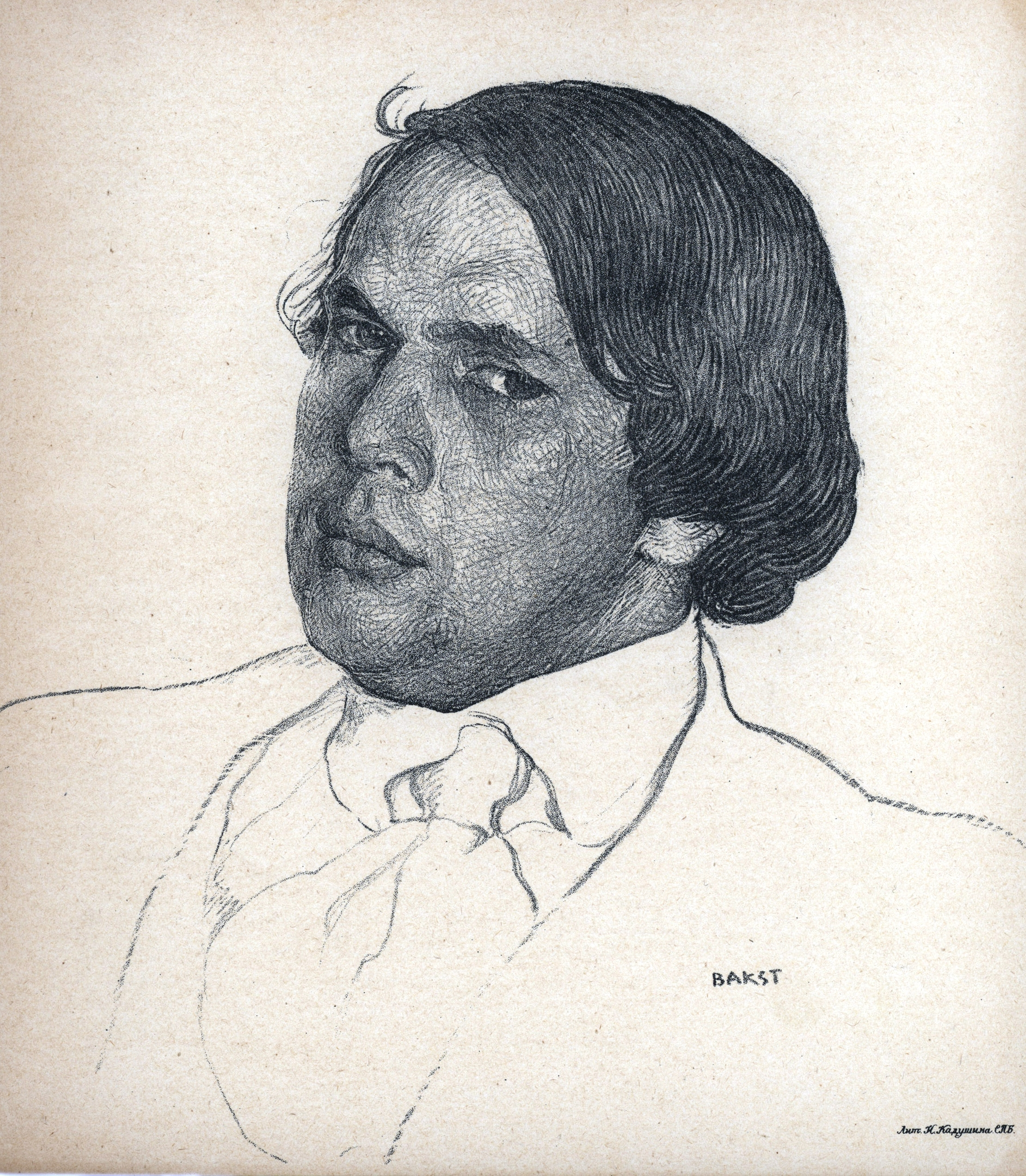
Лев Бакст. Портрет А. Н. Толстого. 1907. Автолитография. 22 × 19 см

В статье 1924 года «Новый Горький» Виктор Борисович Шкловский поднял вопрос о генеалогической принадлежности творчества Алексея Толстого вообще и «Детства Никиты», в частности. Эта статья была построена на полемике с Корнеем Чуковским, который в том же году опубликовал «Портреты современных писателей», в которых повторял выводы своей первой статьи о Толстом 1914 года из «Лиц и масок». Шкловский писал:

А. Толстой пришёл из «башни Вячеслава Иванова». Вячеслав Иванов, проф. Е. Аничков, Андрей Белый, Зиновьева-Аннибал, Гумилёв, Михаил Кузмин — товарищи Алексея Толстого. Навыки русского символизма ему должны быть знакомы…
Несмотря на то, что Е. Толстая отметила манипулирование фактами у Шкловского, она соглашалась с отнесением Алексея Толстого к кругу постсимволистских литературных явлений. Опыт русского символизма Алексей Николаевич стал впитывать поздно, поэтому в 1920-е годы «овладел искусством прятать символическое содержание внутрь непогрешимо реалистического повествования», что в полной мере проявилось в «Детстве Никиты»:

На фоне натуралистических, «экстравертных» сцен со сверстниками, с деревенскими детьми и со слугами и работниками в людской развёртывается внутренний рост мальчика, приливы непонятных ему самому чувств и настроений. Толстой разыгрывает сюжет по романтическим нотам, не анализируя эти непонятности, а только целомудренно указывая на них с помощью символической бутафории и системы интертекстуальных аллюзий. Результатом становится удивительный сплав старого и нового, изысканной простоты и многоуровневой глубины.

## Литературно-критическое восприятие
«Детство Никиты» нередко упоминается как эстетически самое безупречное произведение А. Н. Толстого и одно из лучших произведений о детстве в русской литературе; такого мнения, в частности, придерживается его внучка Татьяна Толстая. По её оценке, это «единственная в русской литературе книга о безоблачном счастье». Ранее о том же говорил Корней Чуковский, хотя и утверждал несвоевременность и несовременность творческой манеры А. Толстого:

Читайте её (повесть), ипохондрики: каждого сделает она беззаботным мальчишкой, у которого в кармане живой воробей. В ней и небо сине́е, и трава зелене́е, и праздники праздничнее; в ней телячий, жеребячий восторг бытия. <…> Это Книга Счастия — кажется, единственная русская книга, в которой автор не проповедует счастья, не сулит его в будущем, а тут же источает его из себя.

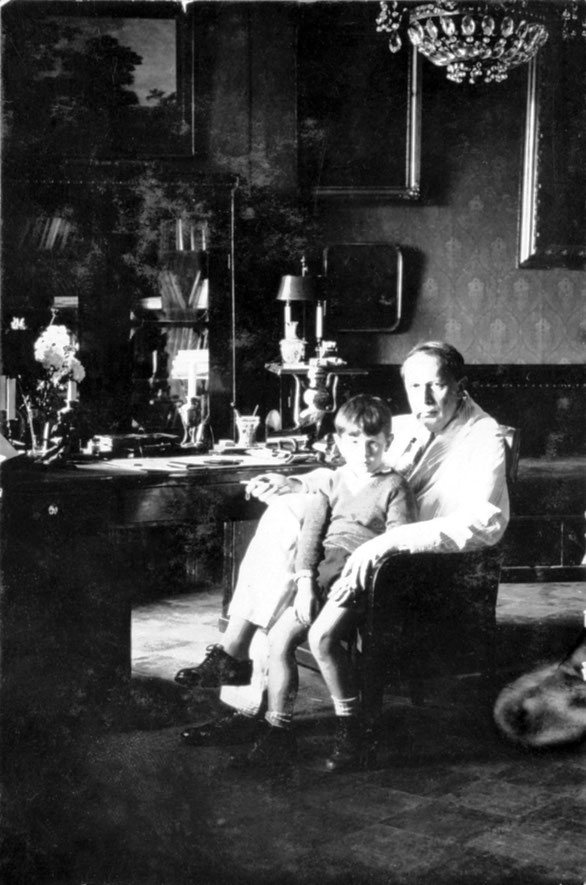
Алексей Николаевич Толстой с сыном Никитой. Начало 1920-х годов. По имени сына названа автобиографическая повесть отца

Сразу после выхода первых глав в эмигрантской периодике, рецензенты отнеслись к повести благосклонно. И. Соколов-Микитов предсказал книге долгую литературную жизнь и назвал её «признаком того, что грядущая литература будет здорова и свежа по-утреннему». Однако анонимный рецензент газеты «Руль» (18 июня 1922 года) сравнивал исповедь Льва Толстого «Детство» с «Детством Никиты» его однофамильца не в пользу последнего. Повесть именуется «изящной и красивой игрушкой», которая «не волнует и не захватывает глубоко». Автора укоряли за то, что он, обладая оригинальным изобразительным дарованием, как бы «теряется» на фоне «толпы своих образов». Известный литературовед и теоретик литературы Павел Николаевич Медведев, выступая с социологизирующих позиций 1920-х годов, объединял «Детство Никиты» и «Графа Калиостро» как вещи, «совершенно нейтральные в отношении к современности», а саму повесть характеризовал как «превосходный анахронизм». Он отмечал, что изображённый автором мир «пришёл из каких-то аксаковских времён», он «прочен и безбурен». Никита и все изображённые дети «несовременны».
Виктор Борисович Шкловский в своих воспоминаниях передавал обсуждение повести Максимом Горьким в Петрограде 1921 года. Алексей Максимович утверждал, что «про умное легче писать», и проводил параллели с собственным «Детством», в котором главный герой-мальчик очень многое знает и об этом стремится рассказать. Даже у Льва Толстого мальчик умён и много рассуждает. «А вот у Алексея Николаевича мальчик совсем ни о чём не думает, он просто живёт, и какой это настоящий человек! Как много мы за него думаем!». Особенно высоко он оценивал главу «Домик на колёсах». Вера Смирнова рассматривала «Детство Никиты» как один из эталонных текстов русской литературы о детях, имеющих воспитательные функции. Хотя А. Н. Толстой никогда не обнародовал своих педагогических взглядов, он был «прирождённым воспитателем» как художник. В главе «Дети Петра Петровича» показаны границы и возможности детского воображения. Когда Анна говорит «неправдычка» по поводу любого высказывания своих братьев, стремится «разоблачить» то, что дорого детскому сердцу, это ненавистно её братьям, Никите, и, вероятно, самому Алексею Толстому. Анна ратует за «правду» только потому, что сама лишена воображения и бессильна предложить нечто интересное и увлекательное. Согласно В. Смирновой, это был ответ Толстого на тогдашние дискуссии о критике детской литературы и о роли выдумки и причуд воображения, без которого «маленький человек никогда не вырастет настоящим».
Литературовед Михаил Петрович Громов связывал повесть А. Толстого с традицией классической русской литературы и с «предметным и образным» даром писателя, для которого понимание жизни неотделимо от её предметного описания, раскрытия средствами искусства «человеческого лица из хаоса». Литературный язык повести по своей ясности и простоте сравнивается с пушкинским. Владимир Родионович Щербина связывал создание «Детства Никиты» с чувством жизненной правды у А. Н. Толстого. Соответственно, и повесть получилась полной «подкупающего лиризма, неотразимого обаяния и правды, высокой поэзии народной жизни». Несмотря на то, что по форме повесть воспроизводит старые дворянские хроники, «взор писателя ясно увидел, что истинный хозяин страны — простые трудовые русские люди». Соответственно, и природный цикл, задающий ритм событий, является активным действующим фактором. Совокупность картин повести создаёт образ Родины, «чистый, как детство, незабываемый, как первая любовь, дорогой, как сама жизнь». Вадим Ильич Баранов назвал повесть «агрессивно оптимистической». Возможно, такая тональность, контрастирующая с литературой «вчерашних русских», объяснялась и открывшейся для писателя возможностью вновь обрести Родину. При этом В. Баранов связывал автобиографическую повесть с фантастическим романом «Аэлита», с которым его роднит «бездна заманчивого, увлекательного, прекрасного».
Рассматривая типологию литературных автобиографий, Ираклий Андроников не ограничил её лишь произведениями об усадебном детстве или жизнеописаниями автора в детстве исключительно из классической литературы, какими являлись книги Л. Н. Толстого, С. Т. Аксакова, Н. Г. Гарина-Михайловского, М. Горького. Андроников вписал повесть А. Н. Толстого в контекст советской литературы и уподобил её «Зачарованной Десне» А. П. Довженко и «Повести о детстве» Ф. В. Гладкова, созданными уже после «Детства Никиты».

## Издания
- Алексей Толстой. Повесть о многих превосходных вещах: (детство Никиты). — М., Берлин : Геликон, 1922. — 161 с.
- Алексей Толстой. Повесть о многих превосходных вещах (Детство Никиты). — М.-Пг. : Гос. изд-во, 1923. — 163 с.
- Алексей Толстой. Собрание сочинений в 14 т. / Вступ. статья П. Н. Медведева ; Папка: П. А. Шиллинговский. — Л. : Гос. изд-во: тип. Печатный двор, 1929. — Т. 5: Детство Никиты. — 174 с.
- А. Толстой. Детство Никиты / Монотипии А. Суворова. — М. : Academia : Гознак, 1934. — 89 с.
- Алексей Толстой. Детство Никиты / Автолит. К. Рудакова. — Л. : Детиздат. Ленингр. отд-ние; тип. «Печатный двор» и лит. им. Томского, 1936. — 114 с. — (Моя библиотечка). — Экслибрис библиотеки Н. Рубакина.
- Алексей Толстой. Детство Никиты / Рисунки Н. Фидлера. — М.—Л. : Детгиз, 1944. — 88 с. — (Школьная библиотека). — 25 000 экз.
- Толстой А. Н. Детство Никиты : Повесть / Ил.: Н. А. Носкович. — Петрозаводск : Госиздат Карел. АССР, 1958. — 119 с.
- Толстой А. Н. Детство Никиты / Послесл. И. Андроникова ; Рис. А. Пахомова. — М. : Детгиз, 1959. — 127 с.
- Алексей Толстой. Детство Никиты // Собрание сочинений в 10 т. / Примеч. А. В. Алпатова. — М. : Гослитиздат, 1958. — Т. 3: Повести и рассказы 1917—1921. Аэлита. — С. 151—251. — 712 с. — Комментарий: С. 695—701. — 675 000 экз.
- Толстой А. Н. Детство Никиты / Вступ. статья М. П. Громова ; Ил. А. П. Ерасова. — М. : Худож. лит., 1966. — 124 с.
- Толстой А. Н. Детство Никиты // Собрание сочинений в 8 т. / Редактор тома Ю. В. Крестинский. — М. : Правда, 1972. — Т. 2. — С. 164—261. — 478 с. — (Библиотека «Огонёк»). — Комментарий А. Алпатова: С. 471—474. — 375 000 экз.
- Толстой А. Н. Детство Никиты / Рис. А. Иткина. — М. : Сов. Россия, 1980. — 110 с.
- Толстой А. Н. Детство Никиты // Собрание сочинений в 10 т. / Подг. текста и комментарии А. М. Крюковой. — М. : Художественная литература, 1982. — Т. 3: Повести и рассказы 1917—1923. Детство Никиты; Аэлита; Ибикус. — С. 211—304. — 607 с. — Коммент: С. 596—599. — 300 000 экз.
- Толстой А. Н. Детство Никиты. — М. : Худож. лит., 1989. — 398 с. — (Роман-газета для юношества; 12/1989). — 250 000 экз. — ISBN 5-280-01342-0.
- Толстой А. Н. Детство Никиты / Ил. Анатолия Воробьёва. — М. : ЭКСМО-пресс, 2002. — 158 с. — (Библиотека школьника). — ISBN 5-04-088251-3.
- Детство Никиты : [для детей сред. шк. возраста] / Алексей Толстой. Детство Тёмы / Николай Гарин-Михайловский. Княжна Джаваха / Лидия Чарская. — М. : ОЛМА ПРЕСС Гранд, 2006. — 413 с. — (Книги нашего детства). — ISBN 5-94846-437-7.
- Водовозова Е. Н., Толстой А. Н. История одного детства, Детство Никиты : [повести : для среднего школьного возраста]. — М. : Эксмо, 2010. — 572 с. — На пер. авт. не указаны. — ISBN 978-5-699-39680-1.
- Толстой А. Н. Детство Никиты  : повесть / художник А. Рытман. — М. : Детская литература, 2018. — 174 с. — (Школьная библиотека). — ISBN 978-5-08-005858-5.
- Толстой А. Н. Детство Никиты / Предисловие И. Андроникова; художник Л. Сальникова. — М. : Омега, 2020. — 172 с. — (Школьная библиотека). — ISBN 978-5-465-03541-5.